# Zénobe Gramme

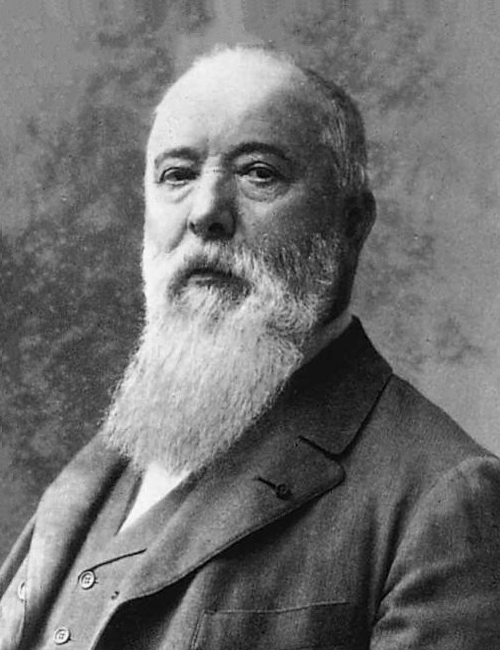
Zénobe Théophile Gramme

Zénobe Théophile Gramme (* 4. April 1826 in Jehay-Bodegnée, heute zu Amay bei Lüttich/Liège; † 20. Januar 1901 in Bois-Colombes) war ein belgischer Konstrukteur und Erfinder.

## Leben
Gramme war Modelltischler in den Werkstätten der Compagnie l’Alliance. 1871 erfand er seine Ringarmatur, ohne von Antonio Pacinottis Erfindung zu wissen. Diese Ringarmatur ist auch als der Grammesche Ring oder als Ringankermotor bekannt geworden. Er führte seine „Gramme-Maschine“, einen dynamoelektrischen Motor mit kontinuierlicher Induktion, am 17. Juli 1871 vor Wissenschaftlern in Paris vor.
1888 wurde er mit dem Volta-Preis ausgezeichnet. Das 1961 gebaute belgische Segelschulschiff trägt seinen Namen, ebenso der Asteroid (2666) Gramme.

### Funktionsprinzip des Grammeschen Rings

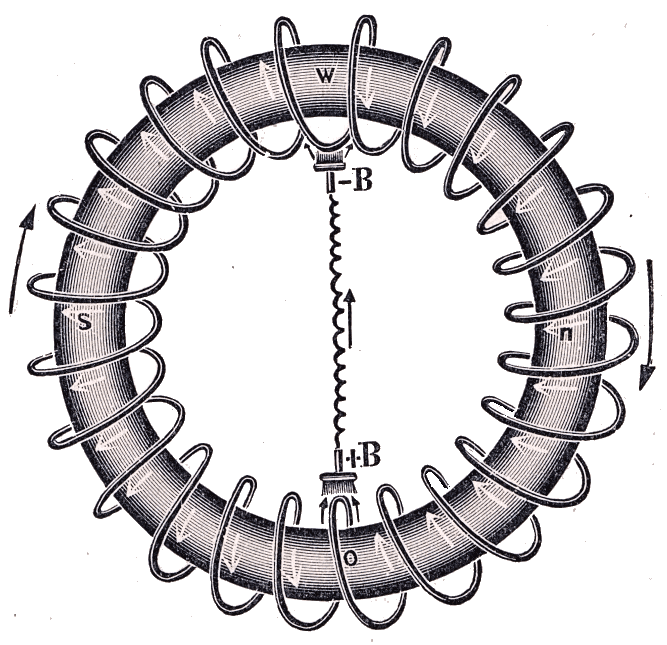
Grammescher Ring

Stellen wir uns einen Stab vor, der aus einer Anzahl von Magneten, die mit ihren gleichnamigen Polen aneinanderstoßen, zusammengesetzt ist. Dieser Stab wird zu einem Ring zusammengebogen. Der Ring gleitet durch eine Ringspirale aus Kupferdraht hindurch. Eine einfache Überlegung sagt uns ferner, dass, wenn der Ring feststeht und die Drahtspulen in der durch die Pfeile angedeuteten Richtung nach rechts herum rotieren, in der linksseitigen Hälfte sowie in der rechtsseitigen ein Gesamtstrom entsteht. Diese Ströme sind am stärksten da, wo der Ring seine Pole hat, also bei s und n, sie hören aber in den Indifferenzzonen o und w auf. Wir können die beiden Ströme jedoch zu einem einzigen vereinigen, wenn wir zwischen den Spiralwindungen, die sich momentan über den Punkten o und w befinden, eine Leitung herstellen, die sich am besten in der Weise ausführen lässt, dass wir direkt auf den Drahtwindungen bei o und w zwei Metallbürsten −B und +B schleifen lassen, die den Strom aufnehmen. Wenn diese beiden Bürsten so breit sind, dass sie vom Draht den Strom abnehmen, ehe dieser verschwindet, so erhalten wir einen kontinuierlichen Induktionsstrom, von +B über den Verbindungsdraht nach –B, wie derselbe durch den Pfeil angedeutet ist. Der Apparat wirkt also genauso wie eine Batterie, deren Pole sich bei +B und –B befinden. Auf diese Weise können unter Verwendung von starken Elektromagneten starke kontinuierliche Ströme einfach erzeugt werden. Die Stärke des Stromes hängt dabei von der Stärke des Magneten und der Länge des auf die Windungen gewickelten Drahtes ab.

### Pacinotti-Grammescher Ring

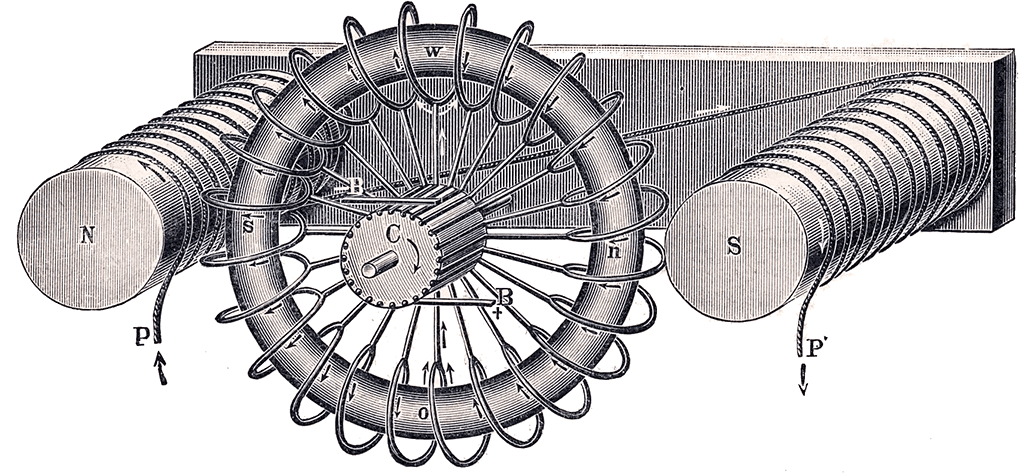
Pacinotti-Grammescher Ring

Die von uns zur Erklärung des Entstehens dieses Stroms gewählte Anordnung lässt sich jedoch in der Technik aus dem Grunde nicht verwenden, weil man den magnetischen Ring nicht festzuhalten vermag. Man hilft sich nun in der Technik nach Pacinottis Vorgang sehr einfach in der Weise, dass man den Ring mit der Drahtspirale zu einem einzigen festen Ganzen vereinigt und dass man das Ganze dann zwischen den Polen eines Elektromagneten rotieren lässt. An die Stelle der beiden Pole s und n der obigen Darstellung sind die Pole S und N des Elektromagneten getreten. Diese induzieren in dem zwischen ihnen mitsamt der Drahtspirale rotierenden Ring aus weichem Eisen die beiden magnetischen Pole n und s, deren Magnetismus natürlich immer an derselben Stelle verbleibt, wenn sich auch der Ring selbst weiterdreht. Diese Influenzpole können wir also als zwei unveränderlich feststehende Punkte ansehen, über die der Ring mitsamt der auf ihn gewickelten Drahtspirale ununterbrochen weggleitet. Diese Punkte sind es auch, die ihrerseits wieder in den Drahtspiralen ununterbrochen einen elektrischen Strom induzieren, und zwar auf die Art und Weise, wie wir es eben ausführlich geschildert haben. Dieser Strom wird von jeder Drahtspirale nach einem auf die Achse aufgesetzten Zylinder C geleitet und dort durch die Bürsten +B und −B abgenommen. Die Vorrichtung die den Strom sammelt und die beiden Ströme der rechten und linken Hälfte zu einem einzigen ununterbrochenen Strom vereinigt wird Kommutator genannt. Die Bürsten, die auf ihm schleifen, heißen Kommutatorbürsten.

### Gleichstromgenerator

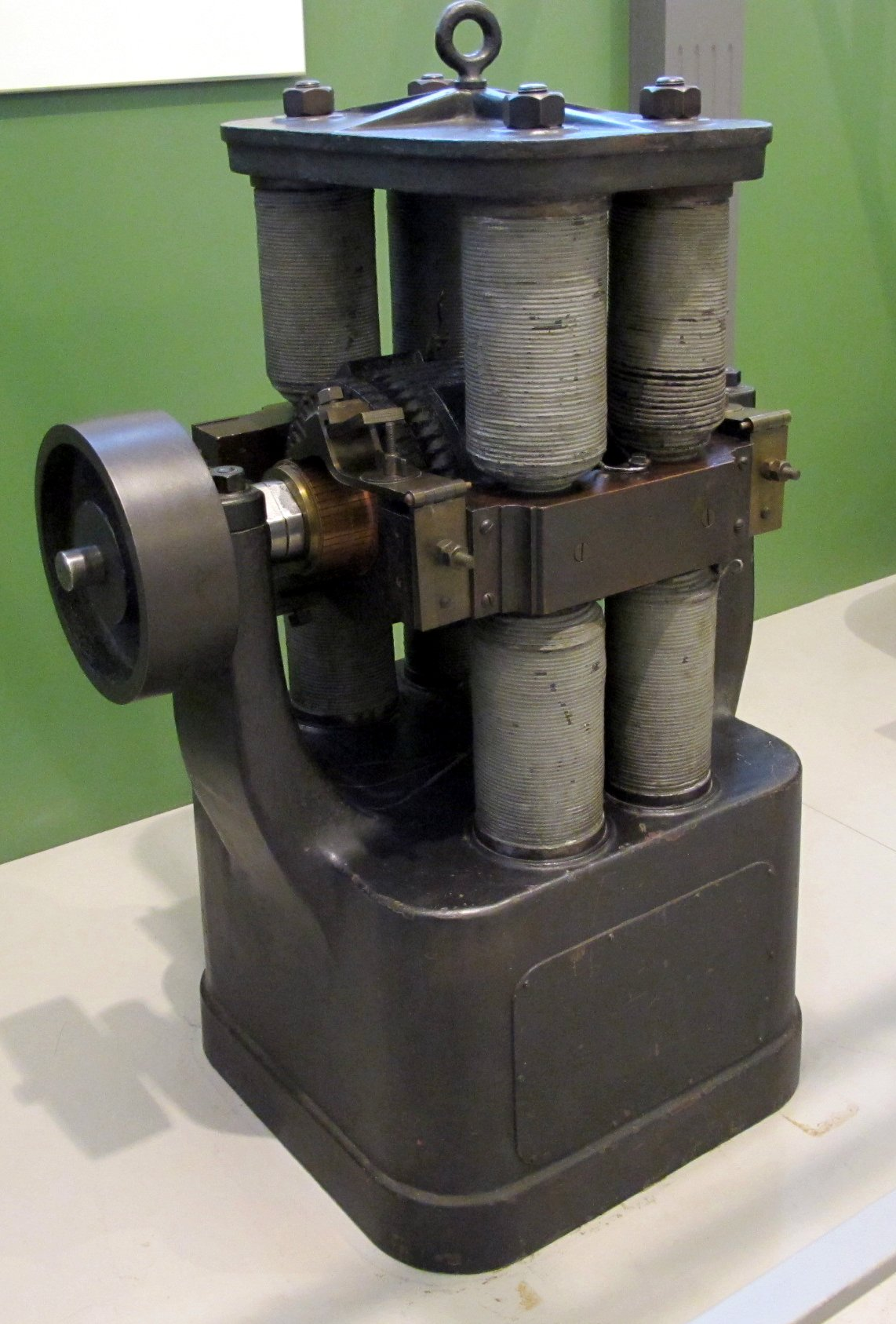
Gleichstromgenerator von Gramme welcher 1873 auf der Weltausstellung in Wien ausgestellt war

Der Dynamo besteht aus einem Ring, der aus Eisendraht gewickelt ist. Auf diesem Ring sitzen Drahtspulen aus Kupferdraht. Anfang und Ende der Spule sind verlötet. Auf dem Ring sitzen ca. 60 bis 100 solcher Spulen, die selbst ca. 300 Windungen haben. Die verlöteten Drahtenden liegen alle auf derselben Seite des Ringes und sind mit einem Kollektor, der auf dem Holzkern (bei den Handmaschinen) sitzt und auch den Ringanker stützt, verbunden. Dieser Holzkern bildet gleichzeitig die Welle des Dynamos. Von diesen Kollektoren wird mit Hilfe von Bürsten der entstehende Gleichstrom entnommen. Die Magnetpole sind auf beiden Seiten des Ringes gegenüberliegend angeordnet. Eine spätere praktische Maschine bildete die Type supérieur, bei der die Grundplatte, die Achslager und die Polschuhe aus einem Gussstück gefertigt sind.
Eine der ersten Anwendungen dieses Generators war die galvanische Metallausscheidung, da dieser Generatortyp vor allem hohe Ströme bei niederer Spannung lieferte. Sie wurde erstmals bei der Weltausstellung 1873 in Wien vorgestellt. Die Berndorfer Metallwarenfabrik setzte sie zum Versilbern von Besteck als erstes Unternehmen in Österreich ein.

### Wechselstromgenerator
Gramme baute auch einen Wechselstromgenerator, die Auto-Excitatrice. Auf der Welle befinden sich radial angeordnete plattenförmige Elektromagnete. Die Ringarmatur ist ein fester breiter Eisenring, auf den die Drahtspulen gewickelt sind, die Enden der Spulen gehen abwechselnd auf die Nord- oder Südseite des Rings, anders als beim Gleichstromdynamo. Die rotierenden Elektromagnete erzeugten so Wechselströme. Ein solcher Wechselstromgenerator liefert eine elektrische Leistung für acht jablotschkowsche Kerzen bei einer Gesamtleistung von ca. 11,8 kW (16 PS). Der Generator hatte ein Gewicht von 650 kg, davon 103 kg an Kupferdraht.
Seine Maschinen lieferten einen weniger periodisch schwankenden Strom, wie die frühen Maschinen, z. B. die Alliance-Maschinen der Compagnie l’Alliance. Sie waren zwar weniger kompliziert als ihre Vorgänger, doch nicht vollkommen in ihrer Leistung und genügten nicht mehr den immer besser werdenden Geräten, Glühbirnen und Bogenlampen. Und so teilt Gramme wie viele andere Pioniere der frühen Elektrizitäts-Geschichte (wie Glücher, Friedrich von Hefner-Alteneck, Paul-Gustave Froment, Gustave Trouvé und andere) das gleiche Schicksal des Vergessens. Eine Zeit lang überlebte der Grammesche Ring in Physik- und Bastelbüchern für junge technik-interessierte Menschen sowie einige Modelle in Schulen und Physikhörsälen. Seine Motoren wurden nach und nach durch andere ersetzt, und so waren sie bis zu den 1930er Jahren vergessen. Durchgesetzt hat sich letztlich der Motor/Dynamo von Werner von Siemens.
Als Student in Graz wurde Nikola Tesla ein als Elektromotor betriebener Generator von Gramme demonstriert, was ihn zur Beschäftigung mit diesem Gebiet anregte.

## Luftschiffantrieb
Das Luftschiff La France wurde von einem Gramme'schen Elektromotor angetrieben und war 1884 das erste Luftschiff, das aus eigener Kraft zu seinem Ausgangspunkt zurückkehrte. Der Motor wurde aus Batterien gespeist.